# Nazarowka (stacja kolejowa)
Nazarowka (ros. Назаровка) – stacja kolejowa w miejscowości Nazarowka, w rejonie czuczkowskim, w obwodzie riazańskim, w Rosji. Położona jest na linii Moskwa – Riazań – Samara.

## Historia
Stacja powstała w XIX w. pomiędzy stacjami Szyłowo i Czuczkowo.